# Вендичани
Вендича́ни — селище у Могилів-Подільському районі Вінницької області, Україні. Статус селища міського типу Вендичани отримали у 1985 році. Селище розташоване над річкою Вендичанка, яка належить до басейну річки Дністер.

## Географія
Через село тече річка Вендичанка, права притока Немиї.
Біля селища розташований ботанічний заказник — Вендичанська Дубина.

## Населення

### Чисельність
| 1979    | 1989    | 2001    | 2003    | 2004    | 2005    | 2006    |
| ------- | ------- | ------- | ------- | ------- | ------- | ------- |
| 4 025   | ▲ 4 212 | ▲ 4 343 | ▼ 4 271 | ▼ 4 245 | ▼ 4 174 | ▼ 4 119 |
| 2007    | 2008    | 2009    | 2010    | 2011    | 2012    | 2013    |
| ▼ 4 018 | ▬ 4 020 | ▼ 3 993 | ▼ 3 970 | ▬ 3 970 | ▼ 3 939 | ▼ 3 909 |
| 2014    | 2015    | 2016    | 2017    | 2018    | 2019    | 2020    |
| ▼ 3 861 | ▲ 3 867 | ▼ 3 837 | ▲ 3 848 | ▼ 3 793 | ▼ 3 768 | ▼ 3 734 |
| 2021    | 2022    |         |         |         |         |         |
| ▼ 3 713 | ▼ 3 652 |         |         |         |         |         |

### Мова
Розподіл населення за рідною мовою за даними перепису 2001 року:
| Мова            | Кількість | Відсоток |
| --------------- | --------- | -------- |
| українська      | 4261      | 98.20%   |
| російська       | 69        | 1.59%    |
| білоруська      | 3         | 0.07%    |
| румунська       | 3         | 0.07%    |
| вірменська      | 1         | 0.02%    |
| інші/не вказали | 2         | 0.05%    |
| Усього          | 4339      | 100%     |

## Історія

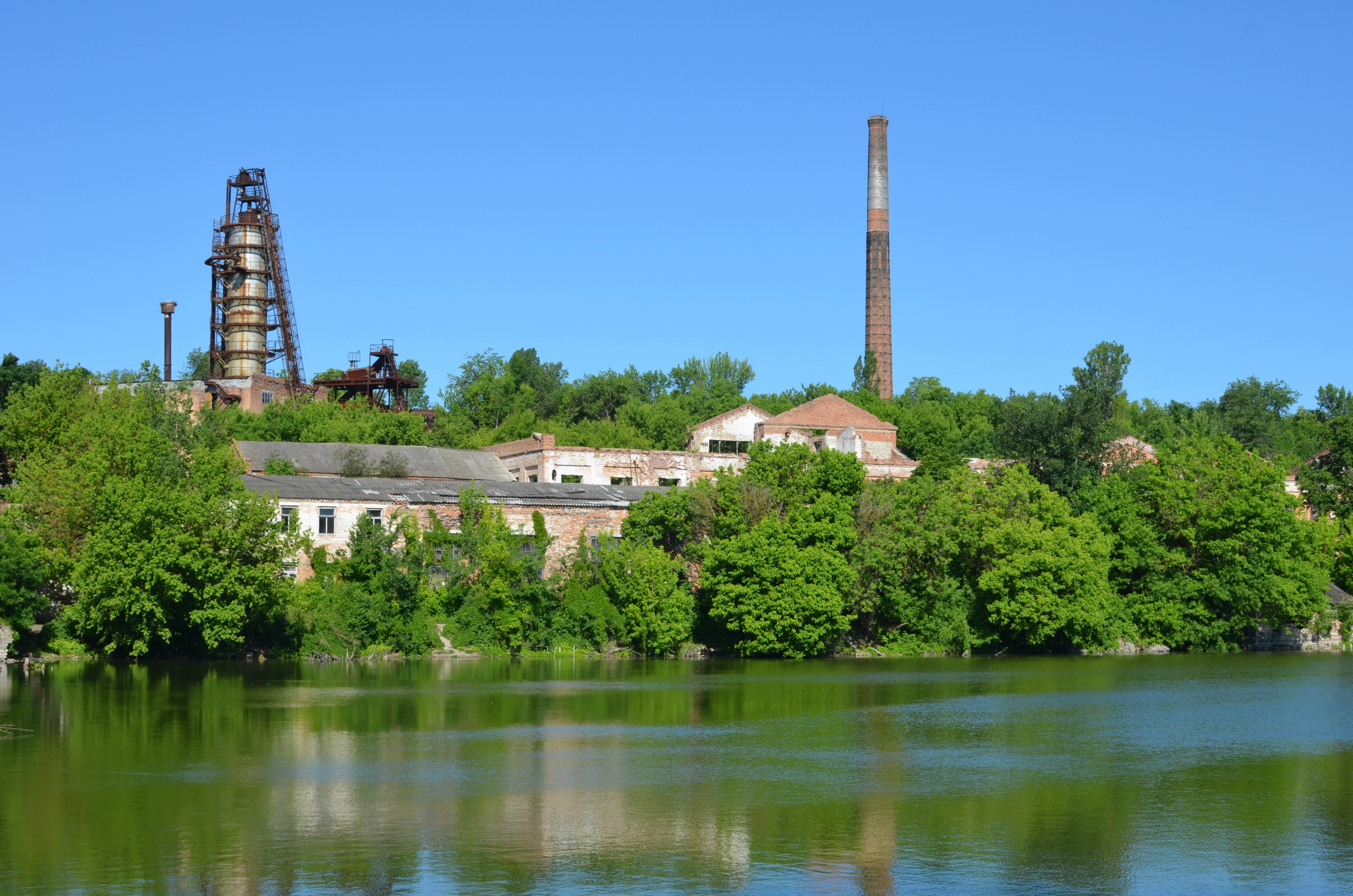
Ставок та цукровий завод

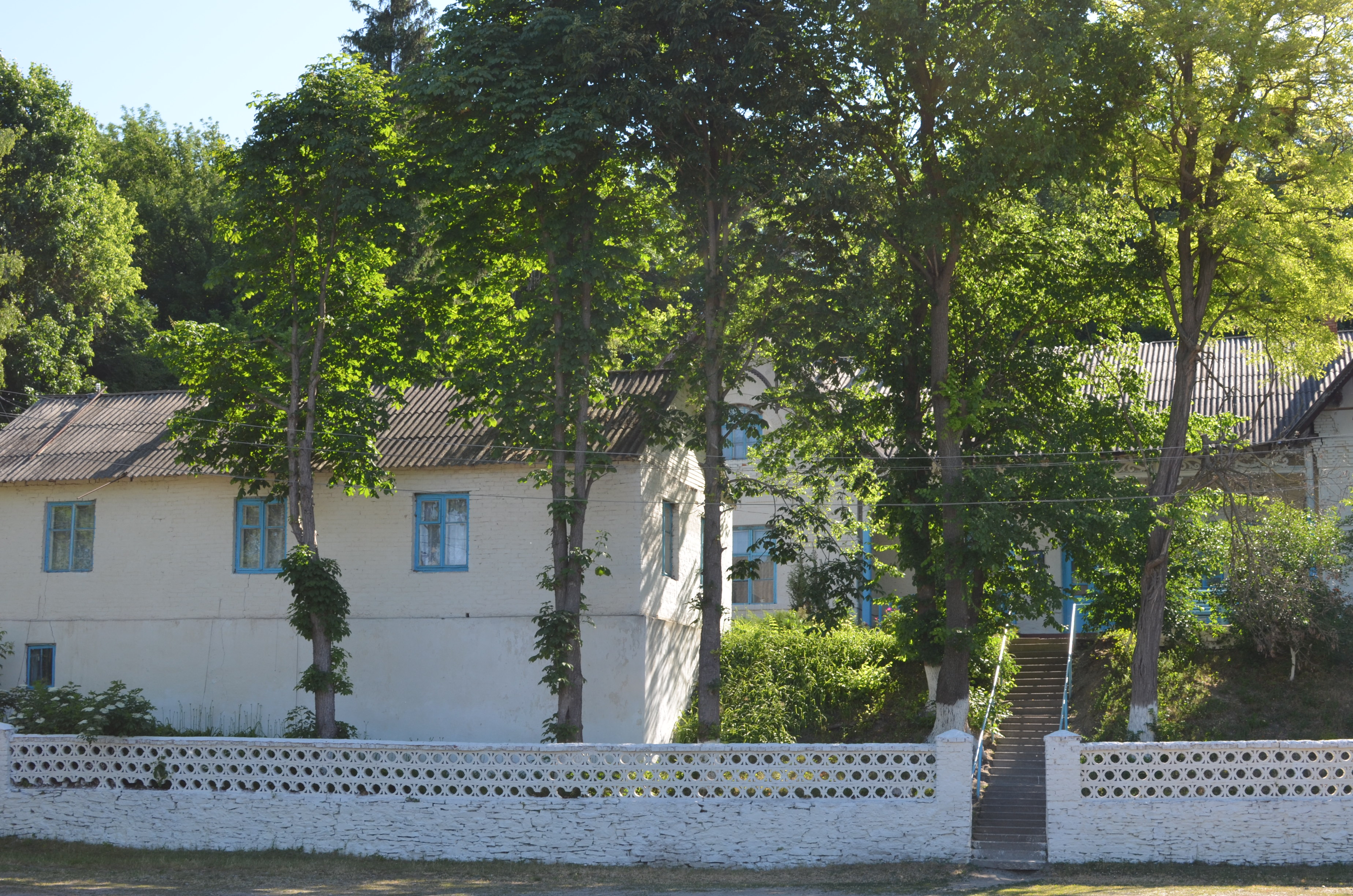
Лікарня

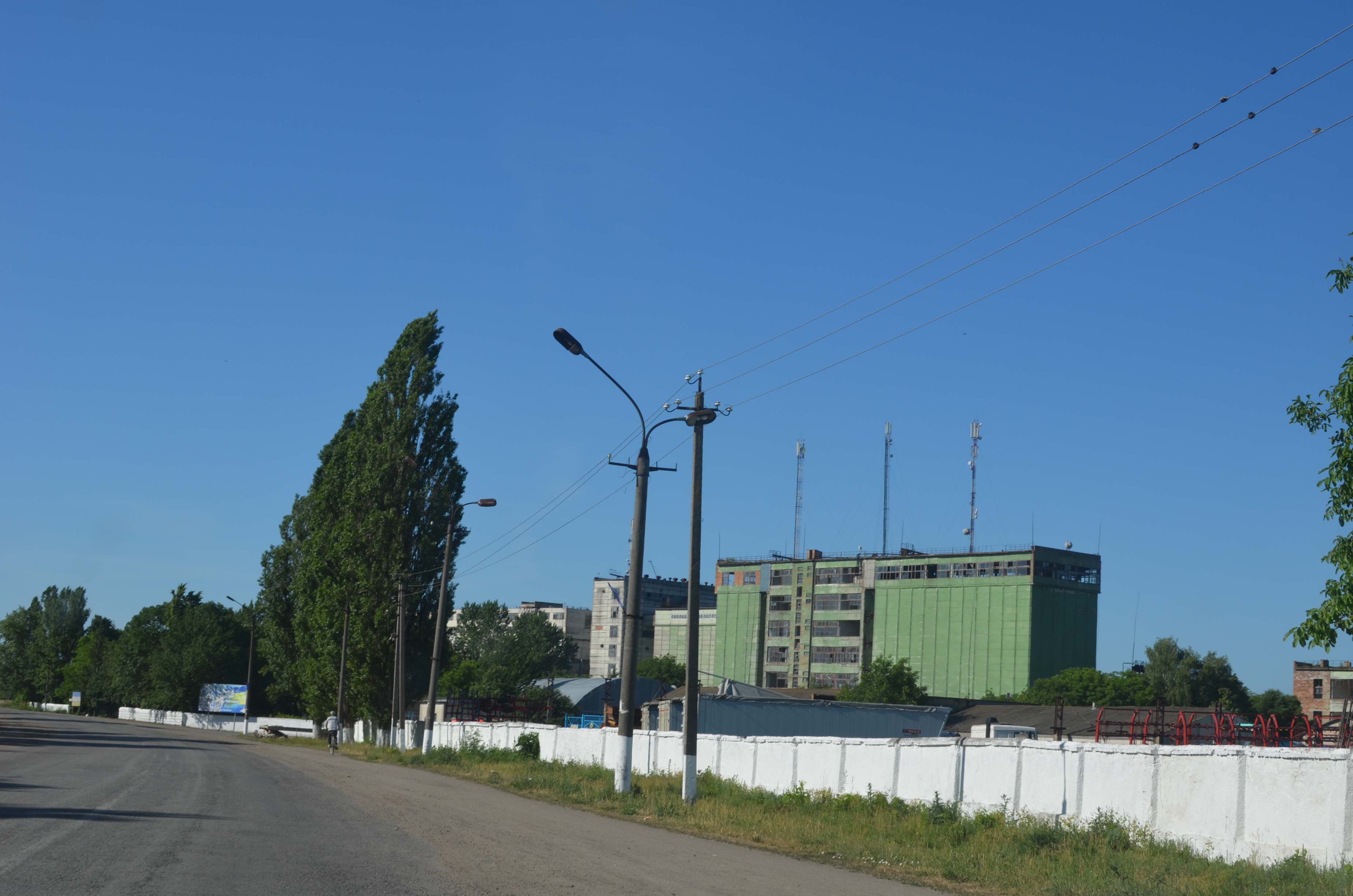
Завод

### Перші роки
Також О. С. Стрижак зауважує: "… спочатку на місці — я … було -ен- , яке перетворилося в е носове (* ;), а воно вже в- я. Якщо відновити у слові " в'ятичі « те старе -ен- , тоді отримаємо що те типу вентич (* ventitjь). Але чи реально наше відновлення? Вважаємо, що воно припустиме. На Вінниччині є одне село з цікавою назвою, яке ще ніхто конкретно не вивчав. Йдеться про с. Вендичани, поблизу якого протікає р. Вендичанка — права притока Немії в басейні Дністра на південний захід від … Жмеринки. Так от у назві цих двох географічних об'єктів (річки і поселення) можна відзначити компонент Вендич — , що і у відновленій нами праформи вентич —. Вони відрізняються тільки звуками t і d, але, як відомо, і вінди (венеди) мали варіант венти (венети). Вендичани — це слово тієї ж конструкції, що і поляни, деревляни, сіверяни і т. д. Воно утворене від основи Вендич-, яке вкінці зводитися до венд. Вендич — це, можливо, один з представників вендичів — племінного відгалуження вендів. Не виключено, що подільські с. Вендичани і р. Вендичанка — своєрідне свідчення про вен(е)дів Причорномор'я, згаданих ще в IV ст. „ І“ … їхні села близько 360 р. присутні вже на римській карті- подорожнику Касторія між гирлами Дніпра і Дунаю». (За Олегом Гуцуляком «ТАЙНА СВЯТОГО ВОЙЦЕХА»)
Рік та століття заснування невідомі. Вперше згадується в історичних документах в І половині XVI ст. Є дві версії на основі переказів щодо походження назви. Перша, офіційна — від назви річки Вендичанки. Друга — в селищі проживали 2 великі родини Венди і Чани, які жили по обидва боки річки. Після породичання вони об'єдналися, що і дало назву селища.
Село Вендичани належали кріпоснику графові Яндарю Сулятицькому, у якого було 1500 десятин найкращої землі. Напередодні реформи 1861 р. у селі було 164 двори, з яких 31 були безземельні селяни (бобилі). Велику роль у житті селян відігравала церква, будівництво якої розпочалося у 1834 році на кошти графа Сулятицького. У 1861 р. за 3410 крб. 05 коп. (золотом) 1482 десятини землі було викуплено селянами у поміщика Сулятицького. У 1885 році була відкрита церковно-приходська школа, в якій навчалося 30 дітей, серед яких була одна дівчинка — Товстіцька Домна Василівна.
На початку 90-х років XIX ст. село значно зросло і поділилося на 4 частини: Забаланівка, Золота Гора, Шлях та Кліфасівка. Населення в цей час становило 924 чоловіків та 876 жінок.
У 1892–1895 проходило будівництво залізниці, що зв'язало м. Жмеринку з м. Могилів-Подільський.
У 1894 на кошти графа Сулятицького був збудований цукровий завод, який до 1917 року належав акціонерному товариству Вендичанського і Хринівського цукрозаводів. Завод орендували дільці Горвіц та Ідельсон. Праця на заводі була важкою: у 2 зміни по 12 годин, майже всі роботи вручну. На добу працювало 884 людей, з них 37 підлітків. Винагородою були копійки. Допомога у хворобі, пенсія, відпустки не давались.
7 (20) листопада 1917 року, відповідно до Третього Універсалу Української Центральної Ради, увійшло до складу Української Народної Республіки.

### Радянізація
Після встановлення радянської влади цукровий завод не випускав продукції до 1926 року. У 1920 створено ревком, головою якого був Гевко А. В. Органом влади був волосний виконком з центром у Вендичанах, до якого входили села Немерчі, Сугаки, Тропове, Кричанівка, Сліди, Струсова. Головою волосного виконкому був Стецький І. Р.. У 1922 році волосним виконкомом виділено садиби на виселку Тарасівка. Першим поселенцем був Домбровський Йосип Кайтанович. У відомостях за 1928 р. згадується про керівний склад сільського КНС, створеного у 1922 р, що складався із трьох осіб: Марчука С. А., Коротія І. І., Стецького І. Р., членів комітету — 72 двори (чоловіків — 41, жінок — 31). У 1922 створили с/г кооптовариство, що було членом Могилівського госпсоюзу, об'єднано 52 чоловіків-хліборобів. Станом на 1924 р. членів товариства було 124. Головою був Падюченко В. У 1924 було створено сільраду, яка відігравала роль у організації колгоспу, налагоджені роботи школи, лікарні, відділу зв'язку, торгівлі. Першим головою був Чорний М. М.

### Період насильницької колективізації
1922 року в селі була заснована 4-річна трудова школа, яка числилась на райбюджеті і станом на 01.01.1927 р. нараховувала 96 чоловік. Першим завідувачем був Басенко. 15 листопада 1926 перетворено на 7-річну трудову ім. Петровського. Завідувачем став Моралевич Володимир Костянтинович. У 1934 перейменована у Вендичанську середню школу. Комсомольці брали участь у примусовій колективізації села, відбирали майно, худобу, коней у заможних селян. Заможніших селян, які не хотіли колективізуватися, оголошували куркулями, ворогами радянської влади. Таких людей репресували або «заганяли» в колгосп насильно. 1929 увійшов в історію села, як рік колективізації.
Першими членами колгоспу були Побережний В. І., Кондрук І. М., Гевко А. В., Хмарук С. В. Землі було бл. 500 га. У 1-й рік колгосп худоби не мав, бо у колгосп увійшли бідні селяни, які не мали тягла. Вендичанський радгосп виділив насіння для посіву і тяглову силу для обробки землі. 1930 року було 30 коней, відібраних у селян та один трактор. Незважаючи на використання техніки, було зібрано врожай лише 15 ц. з га. Приміщень для худоби не було, доводилось її тримати у колгоспників. У 1930 розпочато будівництво приміщення на 100 голів. Агітатором за колгоспний лад була МТС, створена в селі у 1931 році. Восени 1931 було 3 трактористи, серед яких одна жінка — Жук Віра Олексіївна. Вендичанська МТС, штат якої складався з 50 чоловік обслуговували колгоспи таких сіл: Вендичани, Немерчі, Сугаки, Тропова, Сліди, конева, Садова, Борщівці, Озаренці, Немія, Серебрія, Воєвіченці, Колгосп с. Немерчі у 1934 переведений до Лучинецького району. У 1932 в МТС було 30 тракторів, а напередодні 2-ї світової війни — 96. Ремонт сільськогосподарських машин проводила МТМ. Штат робітників і службовців нараховував 48 чоловік. Роботу колективу на догоду більшовицькій верхівці спрямовувала парторганізація, створена при МТС у 1934 році. Могилів-Подільський радгосп на основі одержаних від геолога Вержиновського даних геологічних знімків та попередньої розвідки у 1929 році побудував під керівництвом проф. Слободяннікова І. Я. цегельно-черепичний завод, який здано того ж року. Річне виробництво стало 170000 шт. У 1931 завод переведений із ручної формовки на механічну: встановлено локомобіль «Вольф» потужністю 120 к.с., пресоагрегати «Крок-3» та 3 салазочних преси по формуванню штампувальної черепиці. Здійснено реконструкцію і цукрового заводу, за якою добудовано головний корпус (лабораторія), встановлено потужні парові машини, устатковані парові котли. У 1932 цукрозавод одержав перше авто. По приєднанню радгоспу до цукрозаводу у 1934, автопарк заводу мав 7 машин і 2 трактори. До 1940 стало 9 машин, працювали на вивезенні цукрової сировини. на 1934 рік було більше тисячі га, понад 50 коней. Створено 2 колгоспи і на виселку Тарасівка — колгосп ім. Т. Г. Шевченка.

### Соціальна сфера
До подій 1917 року була одна лікарня при цукровому заводі, збудована графом Сулятицьким для своїх потреб. У 1932 році при лікарні відкрито стаціонар, щоправда, лише на 5 ліжок, аптеку. Напередодні 2-ї світової війни село значно розширилось. Виникли нові вулиці: Березівка, Ланок, розширилась Золота Гора, Шлях. Солом'яні стріхи змінилися черепицею. Центральною вулицею простягнулося шосе. Усі діти шкільного віку ходили до школи. Колектив школи проводив лікнеп. У школі було 15 класів, 505 учнів, 9 кімнат, фізкабінет. Перший випуск середньої школи — 1937 р., випусків було 5, випускників — 148.

### 2-а світова війна
Окуповано румунськими військами 9 липня 1941. Зруйновано цукровий, цегельний заводи. Багато чоловіків пішло до лав «червоної» армії. Діяло гетто, куди нацистами насильно зганялися євреї для компактного мешкання.

### Повоєнний час
На цегельно-черепичному заводі відбудовано сушильну площу на 60000 цегли і на 50000 черепиці. У 1945 завод дав продукцію: цегли — 66000, черепиці — 16000. У 1949 одержано устаткування для стрічкової черепиці, прес «Колгоспник» продуктивністю 5000. Освоєно керамоблоки, «Стандартні» двійка, трійка, четвірка і т.д. Цукровий завод запущено у 1947. 1950 року почалося об'єднання артілей у колгоспи. 4 невеликих колгоспи в червні 1650 року об'єдналися у господарство з 2258,9 га. У 1960 загальний дохід становив 2038397 крб. у старих грошах. У 1961 колгосп перетворено у господарство з відгодівлі ВРХ на грошовій оплаті (у землеробстві 40-50 крб.) Наприкінці 60-х було введено хлібокомбінат. У зв'язку з розвитком енергетики підприємства села підключено до єдиної енергосистеми. Наявні підприємства, колгосп потребували транспорту для перевезення сировини та готової продукції, що забезпечувала Вендичанська автобаза. Кількість працівників на підприємствах поповнювалась учнями Вендичанської середньої школи.

## Новітні часи
Жителі селища користуються послугами дільничної лікарні, яка обслуговує і навколишні села: Кричанівку, Сугаки, Сліди, Тропову, Борщівці. Працюють лабораторія, терапевтичний, стоматологічний, гінекологічний, хірургічний, рентген кабінети, устатковані відповідною апаратурою.
Жителі у вільний від роботи час можуть культурно відпочити, подивитись нові кінокартини у 4 клубах, чи дізнатись про новинки літератури у 4 бібліотеках. Є де дітись і рибалкам, є де і покупатись. У селі аж 5 ставків. У 1985 році село Вендичани отримало статус селища міського типу. Вендичани зараз швидше нагадують місто, ніж село, де поряд з фермами височать заводські труби, поряд з приватними будинками стоять 2-х, 3-х, 4-х, 5-ти поверхові будинки. Населення Вендичан з радістю сприйняло проголошення Незалежності України 24 серпня 1991 року. Нарешті здійснилася мрія багатьох людей жити у своїй рідній, Незалежній державі, навчатися рідною мовою. Старші люди з полегшенням зітхнули — нарешті можна забути про страх, який жив у їхній душі, страх бути репресованим, страх бути звинуваченим у інакомисленні та покараними за націоналізм. Нарешті прийшов кінець комуністичному терору, який простягнувся на довгі 74 роки. На сьогодні господарство селища, як і всієї країни, знаходиться не в найкращому стані, підприємства селища приватизовані і майже не працюють, багато людей працюють за кордоном. До складу селища входять землі заводів, сільгосп- та промпідприємств, державний ліс «Вендичанська Дубина», залізниця.
12 червня 2020 року, відповідно до Розпорядження Кабінету Міністрів України від № 707-р «Про визначення адміністративних центрів та затвердження територій територіальних громад Вінницької області», увійшло до складу Вендичанської селищної громади.
19 липня 2020 року, в результаті адміністративно-територіальної реформи та ліквідації Могилів-Подільського району (1923 — 2020), селище увійшло до складу новоутвореного Могилів-Подільського району.

## Транспорт
Залізнична станція Вендичани з пасажирськими[недоступне посилання з червня 2019] і приміськими [Архівовано 5 березня 2016 у Wayback Machine.] поїздами, а також автодорога на Бар і Могилів-Подільський.